# Coup d'État de 1973 au Chili
Guerre froide
Le coup d’État du 11 septembre 1973 au Chili est un événement marquant de l'histoire de ce pays latino-américain. Le mardi 11 septembre 1973, le gouvernement du président démocratiquement élu Salvador Allende (socialiste) est renversé par un coup d'État militaire.
Le coup d'État est planifié par les commandants en chef des trois armées et le chef de la police, et dirigé par le général d'armée Augusto Pinochet. Il a lieu dans un contexte de crise et de forte polarisation politique, sociale et économique, avec une opposition entre le pouvoir exécutif et les pouvoirs législatif et judiciaire. Il intervient notamment deux mois après le Tanquetazo, une première tentative de coup d'État (juin 1973). Événement paroxystique de la guerre froide, ce putsch est activement soutenu par les États-Unis. Le gouvernement américain craint l'instauration d’une tête de pont soviétique dans sa zone d'influence sud-américaine (voir coup d'État de 1954 au Guatemala, de 1954 au Paraguay, de 1964 au Brésil…), et l'exportation de la révolution cubaine en Amérique du Sud, l'accession démocratique au socialisme étant perçue comme une menace pour son leadership régional.
Salvador Allende se suicide lors du siège du palais de la Moneda. À la suite du coup d'État, la junte militaire prononce la dissolution du Congrès national, des conseils municipaux, des syndicats et des partis politiques. La liberté de la presse est abolie, le couvre-feu instauré. Toute forme de littérature rattachée au socialisme est interdite et les opposants au régime arrêtés, exilés, torturés ou exécutés. La dictature militaire dirige le pays jusqu'en 1990.

## Circonstances

### Scrutin présidentiel de 1970
Lors de l’élection présidentielle de 1970, l'Unité Populaire — alliance des gauches — présente le socialiste Salvador Allende comme candidat unique et prône d'importantes réformes, « une révolution par voies légales », telles que l'expropriation des grands propriétaires terriens et des nationalisations d'entreprises. Se présentent également Radomiro Tomic pour la démocratie-chrétienne et l'ancien président de la république de 1958 à 1964, Jorge Alessandri, soutenu par le parti national (conservateur).
Les résultats sont serrés : 36,3 % pour Allende, 34,9 % pour Alessandri et 27,9 % pour Tomic. Puisqu'il n'y a pas de majorité absolue, et comme le veut la constitution, c'est au Congrès qu'il revient de choisir celui qui sera élu à la présidence, l'usage étant de nommer le vainqueur des élections. Sous l'impulsion des démocrates-chrétiens, le parlement adopte alors plusieurs amendements constitutionnels visant à limiter les pouvoirs du futur gouvernement. La gauche et le centre font élire Allende président de la République par 153 voix contre 35 voix à Alessandri.
Le nouveau président est investi dans ses fonctions le 4 novembre 1970 et commence rapidement à mettre en place le programme de l'Unité populaire.

### Crise économique
Des difficultés d'approvisionnement, l'inflation galopante (323 % en 1973 contre 35 % en 1970), l'effondrement de l'escudo chilien, et les grèves placent le Chili dans une situation difficile. La présidence de Salvador Allende apporta son lot de problèmes économiques. En effet, dès sa prise de pouvoir, Allende prit deux résolutions : le plafonnement du prix des biens de consommation et l'augmentation de 40 % à 60 % des salaires minimum, ce qui le rendit très populaire. Ces résolutions impliquaient une forte augmentation de la production du secteur industriel, qui n’aura pas lieu, et une forte augmentation de la consommation. En 1972, le taux d’inflation atteignit 180 % (alors qu'en 1971, la hausse du coût de la vie n'avait été que de 20 %, soit la moitié de l'augmentation des années précédentes), la production alimentaire souffrait d’une forte diminution (de 13 millions de quintaux de blé en 1970 à 7 millions en 1972) et la balance commerciale (qui était excédentaire avant Allende) marqua un déficit commercial de 400 millions de dollars alors que la dette chilienne atteignait déjà 4 milliards de dollars. Selon Raymond Aron : « Les classes atteintes par les réformes, les catégories sociales traumatisées par la menace des nationalisations se révoltent […] ». Le 11 juillet 1971, la loi de nationalisation des mines de cuivre (qui représente 80 % des exportations du pays) est adoptée à l'unanimité par le parlement.
En août 1972, 150 000 commerçants manifestent dans les rues de la capitale chilienne pour protester contre l'inflation, et le 10 octobre, la confédération chilienne des transports paralyse le pays pour protester contre la nationalisation annoncée par le gouvernement de ce secteur d'activité. La CIA double le salaire des camionneurs qui y participent.
La crise économique conduit aussi à une polarisation hommes/femmes. À Santiago, les femmes défilent contre le gouvernement en tapant sur des casseroles vides. Les statistiques ont montré qu'elles lui sont bien plus hostiles que les hommes. Des commerçants, des camionneurs, des chauffeurs de transports en commun ont aussi manifesté leur mécontentement.

### Opposition institutionnelle à Allende
Entre novembre 1970 et septembre 1973, le président Allende forme six gouvernements, notamment à cause de la démission de ministres ou à la suite de leur destitution par le parlement. Le 22 août 1973, les élus du Parti démocrate-chrétien (centre) et ceux du Parti national (droite) de la chambre des députés estiment qu'ils ne disposent pas en l'état des moyens constitutionnels pour destituer le président Allende et votent par 81 voix contre 47 une résolution demandant aux institutions civiles (dont le président Allende) et militaires de mettre fin à ce qu'ils appellent des violations de la Constitution et de restaurer le droit et l'ordre constitutionnels. Auparavant, le 26 mai 1973, la Cour suprême avait déclaré inconstitutionnelles et illégales de nombreuses dispositions prises par le gouvernement. Le 2 juillet 1973, le contrôleur général des comptes dresse le même constat. Selon l'historienne Verónica Valdivia Ortiz de Zárate, « l'opposition cherche à miner l'autorité présidentielle, à engendrer un contexte de chaos économique ».

### Prémices du putsch
Lors des législatives de 1973, l'Unité populaire fait campagne sur un programme de transformation révolutionnaire de l'économie et de la société chilienne alors que l'opposition, rassemblée dans la CODE, a pour seul programme la destitution du président Salvador Allende et l'organisation d'une nouvelle élection présidentielle. L'Unité populaire obtient 44,09 % des suffrages, ce qui la dote de 8 députés supplémentaires, contre 54,78 % à l'opposition. Celle-ci rate son objectif de faire destituer légalement le président Allende en n'atteignant pas les 60 % des voix qui lui auraient permis constitutionnellement de renverser le président chilien. Les partisans d'Allende voient une approbation de la politique gouvernementale dans la progression de la gauche lors de ces élections (c'est la première fois dans l'histoire chilienne que les résultats électoraux des partis au pouvoir progressent lors d'une élection à mi-mandat).
Après avoir sauvé le gouvernement d'un premier putsch, le Tanquetazo, en juin 1973 (un régiment de chars s'en était pris au palais présidentiel, la Moneda), le général Carlos Prats doit démissionner à la suite de nouvelles grèves dans les professions libérales et chez les camionneurs. Il est remplacé par Augusto Pinochet. Lors du Tanquetazo, les ouvriers ont montré peu de soutien au régime et se sont abstenus de se rassembler et de manifester comme Allende les invitait à le faire, ce qui révéla la faiblesse du régime.
Le 9 août 1973, Allende cherche à ménager l'armée en la faisant entrer davantage au gouvernement : il nomme le général César Ruitz aux Travaux publics (le ministère concerné par les transporteurs privés), et l’amiral Raoul Montero aux Finances. Ils démissionneront dans les jours qui suivent.
Le 23 août 1973, les parlementaires chiliens approuvent par 81 voix contre 47 une demande officielle aux autorités, mais surtout aux forces armées et de police de mettre fin immédiatement aux violations constitutionnelles et légales du gouvernement d’Allende.
Pour débloquer la situation, le président Allende envisageait pour le 12 septembre un discours aux Chiliens annonçant la tenue d’un référendum sur une nouvelle organisation économique du pays.

## Aspects internationaux

### Hostilité systématique des États-Unis
L'élection d'Allende en 1970 prend le gouvernement des États-Unis par surprise, les services diplomatiques prévoyaient en effet la victoire d'Alessandri, conformément aux analyses de nombreux spécialistes. En conséquence, les États-Unis n'avaient engagé des fonds que dans une mesure beaucoup plus faible qu'en 1964. Les États-Unis s'étaient refusés à soutenir Alessandri, se contentant de quelques campagnes contre Allende et non en faveur du candidat conservateur. Quand le gouvernement prend la mesure du problème, il est trop tard. Le président Richard Nixon est « hors de lui » et décidé à agir. D’après une note interne de la CIA : « Le président [Nixon] a demandé à l’agence [la CIA] d’empêcher Allende d’accéder au pouvoir ou de le destituer et a débloqué à cette fin un budget allant jusqu’à 10 millions de dollars. » De plus, « selon le rapport du Sénat des États-Unis — « Covert action in Chile 1963-1973 » (1975) —, El Mercurio et d'autres médias ont reçu 1,5 million de dollars de la Central Intelligence Agency (CIA) pour déstabiliser Allende ».
L'administration Nixon est fondamentalement hostile à Allende dès son élection. Cette hostilité ressort notamment du memorandum transmis à Nixon le 5 novembre 1970 par Henry Kissinger, alors Conseiller à la sécurité nationale. Peter Kornbluh, chercheur au National Security Archive, qui a participé à une campagne pour la déclassification des archives de la CIA, déclare à Libération : « si les États-Unis n'ont pas directement participé au complot du 11 septembre 1973, ils ont tout fait pour préparer le coup d'État contre Allende ». Deux documents de la CIA rendus publics montrent qu'en 1970, le président Nixon souhaitait qu'Allende soit renversé, en étranglant l'économie et en déclenchant un coup d'État. Henry Kissinger explique la virulence de Nixon par sa fureur d'avoir été tenu à l'écart et n'avoir pas eu l'occasion de prendre la moindre décision pour empêcher la victoire du candidat socialiste. L'attitude officielle retenue est cependant « froide mais correcte », afin d'éviter toute confrontation qui renforcerait Allende .
Le gouvernement des États-Unis est hostile à l'expropriation de grandes compagnies américaines du cuivre et à ce qu’il considère être l'instauration d'un deuxième régime marxiste dans sa zone d'influence (après Cuba). Les États-Unis diminuent l'attribution de crédits mais poursuivent les programmes en cours dont celui de l'armée chilienne (interrompu pendant l'élection) et offrent par ailleurs des stages aux officiers chiliens. En bref, l'hostilité fondamentale des États-Unis contre le régime Allende est due à deux facteurs : d'une part, le Chili assurait 80% de la production mondiale de cuivre, matière première indispensable à toute industrie d'armement et, d'autre part, contrôlait le Détroit de Drake, entre l'Atlantique et le Pacifique, seul passage disponible entre les deux océans, avec le canal de Panama, et zone très vulnérable en cas de guerre.
Selon une retranscription d'écoutes publiée par le National Security Archive, Henry Kissinger, devenu secrétaire d'État américain, dit au président Nixon, le 16 septembre 1973, en parlant du coup d’État : « Du temps d'Eisenhower, nous aurions été des héros », puis : « Nous les avons aidés à créer les conditions au mieux ».

### Instabilité encouragée par les États-Unis et implications de la CIA
Dès mars 1970, la commission 40 du Conseil national de sécurité américain avait mis en place un vaste programme en faveur de Frei, président en exercice et adversaire d’Allende. Selon William Colby, directeur de la CIA de 1973 à 1976, celle-ci aurait eu pour mission de déstabiliser le régime chilien afin « d'alimenter un climat propice au coup d'État », et aurait dépensé sept millions de dollars dans ce but. Le mouvement de la grève des camionneurs qui paralyse le pays en octobre 1972 était soutenu financièrement par la CIA. Réagissant aux nationalisations effectuées par le gouvernement d'Allende, plusieurs firmes américaines dont ITT ou Anaconda Copper apportent leur concours à cette stratégie.
Entre la date de l'élection présidentielle et l'intronisation d'Allende, les États-Unis cherchent dans la précipitation un moyen d’empêcher son accession au pouvoir. Attribuant la victoire d'Allende à la division du centre-droit, elle-même due à l'impossibilité constitutionnelle pour Frei de se représenter immédiatement, les États-Unis réfléchissent à différentes manœuvres à travers une approche officielle (Track one) et une approche officieuse (Track two) qui court-circuite le ministère des Affaires étrangères auquel Nixon ne fait plus confiance. Ils cherchent dans un premier temps à faire désigner Alessandri par le Parlement, lequel démissionnerait immédiatement pour que se déroulent de nouvelles élections auxquelles Frei pourrait cette fois participer, une présidence intermédiaire s'étant écoulée.
La sédition au sein de l'armée chilienne est également encouragée. Le 22 octobre 1970, le chef d'état-major chilien René Schneider, susceptible de s'opposer à un coup d'État, est tué lors d'une tentative d'enlèvement ratée, par des éléments séditieux menés par le général Roberto Viaux, encouragée par la CIA, en coordination avec le mouvement d’extrême-droite Patria y Libertad. Dans cette affaire, la CIA reconnaît différents faits sur ses agissements autour de René Schneider. Trois groupes ont été contactés par la CIA et ont été informés que l'enlèvement du général René Schneider était nécessaire pour la réussite d'un coup d’État. Les contacts ont été rompus avec un groupe à cause de ses tendances extrémistes ; la CIA a donné du gaz lacrymogène, trois mitraillettes et des munitions au deuxième et a encouragé le troisième groupe mais s'est rétractée quatre jours avant l'attaque estimant qu'ils seraient incapables de mener à bien l'opération. Cependant le général Roberto Viaux passe à l'action et René Schneider est tué, laissant le champ libre à un coup d'État. Durant le mois de novembre 1970 la CIA envoie 35 000 dollars au groupe du général Roberto Viaux pour des raisons humanitaires. Plus tard, Kissinger rapportera que la tentative d'enlèvement, vouée à l'échec, avait été décommandée après une première tentative et n'avait pas été soutenue par les États-Unis. Il ajoutera qu'un autre groupe, constitué d'amateurs, avait agi quelques jours auparavant avec l'accord de la CIA mais sans que la Maison blanche en soit avertie : il échouera au point de n'être jamais en mesure de passer à l'action .
Entre 1970 et 1972, alors que le gouvernement des États-Unis cherche à déstabiliser politiquement le Chili, les aides militaires données au pays passent de huit cent mille dollars à onze millions de dollars pour renforcer l'armée. L'un des chefs de la CIA, Ralph McGehee, fait produire de faux documents visant à "prouver" un complot de militants de gauche pour assassiner des généraux chiliens, et ainsi justifier une riposte. L'opération devait reproduire le modèle indonésien, selon lequel le général Soeharto s'était emparé du pouvoir avec le soutien de la CIA, au prétexte d'assassinats de généraux par les "communistes".
Si l'administration Nixon fut enchantée du coup d'État de 1973, le rapport de la Commission Church (américaine), en 1976, a conclu que les États-Unis n'avaient pas eu de rôle direct dans l'événement. Pour Olivier Duhamel, Nixon avait donné son aval pour toute action hormis une opération « de type Saint-Domingue », référence à l'envoi des Marines par le président Lyndon Johnson en 1965 en République dominicaine . À Santiago, le putsch est fêté par l’ambassade des États-Unis. Pendant ces trois ans l'administration Nixon agissait aussi en collaboration avec ITT . Cependant en 1977, peu après son élection, dans l'esprit de sa politique de défense des droits de l'homme à l'Est comme à l'Ouest, le président Jimmy Carter condamna « sévèrement » la junte chilienne et exprima ses regrets pour la participation des États-Unis au coup d'État. En février 2003, Colin Powell, secrétaire d'État des États-Unis, a déclaré : « En ce qui concerne votre précédent commentaire sur le Chili dans les années 1970 et ce qui s'est passé avec M. Allende, ce n'est pas une partie de l'histoire américaine dont nous sommes fiers » (« With respect to your earlier comment about Chile in the 1970s and what happened with Mr. Allende, it is not a part of American history that we're proud of. »)

### Soutien puis relative indifférence de l'URSS
D'après l'ex-agent du KGB Vassili Mitrokhine, le président Allende était en contact régulier avec l'Union soviétique par le biais de Sviatoslav Kouznetsov du KGB. La personne qui assurait les rencontres était Miria Contreras Bell, la secrétaire personnelle et maitresse favorite d'Allende. En octobre 1971, Allende reçoit 30 000 dollars sur ordre du Politburo, ainsi que deux œuvres d'art qu'il a demandées. En décembre, le Politburo propose le transfert de 60 000 dollars à Allende pour la corruption des politiques et militaires, Allende devant être poussé à durcir son autorité.
En juin 1972, le poste d'ambassadeur échoit à Aleksandr Vassilievitch Bassov ; or celui-ci a des fonctions importantes dans la hiérarchie soviétique et il cherche à écarter Kouznetsov, notamment après avoir découvert des micros américains dans l'ambassade.
Durant l'année 1972, l'Union soviétique abaisse le niveau de ses espoirs dans le régime d'Allende : le président chilien et son parti lui apparaissent « trop faibles ». L'URSS est réticente à l'idée de lui fournir un soutien de grande ampleur : en effet le pays peut être paralysé par une grève de camionneurs sans que le gouvernement puisse s'y opposer, la politique économique du gouvernement souffre de mauvaise gestion chronique et l'adhésion au socialisme est insuffisamment radicale. Allende voyage à Moscou en décembre sans obtenir une aide tangible. L'hésitation de Brejnev à heurter la susceptibilité du président Nixon explique aussi cette froideur .
Au printemps 1973, l'URSS renonce à fournir une aide financière de 30 millions de dollars, estimant que cela ne servirait à rien. Pour le KGB, l'erreur d'Allende est de ne pas vouloir employer la force contre ses adversaires et de ne pas prendre le contrôle total de l'État. Allende de son côté ne prête pas toute son attention aux informations du KGB de sorte que le 11 septembre, il n'est pas préparé tandis que les communistes, également informés par le KGB, appellent immédiatement les ouvriers au soulèvement.
En visite officielle à Cuba du 28 janvier au 3 février 1974 quelques mois après le coup d'État, Brejnev envoya un message d'amitié à Nixon qu'il avait déjà rencontré deux fois, mais récusa la confusion entre détente et pacifisme et se prononça dans un discours contre le gel des processus sociaux. Il indiqua aussi que l'impérialisme n'avait pas modifié sa nature agressive. La presse soviétique avait très violemment réagi à l'annonce et aux conséquences du coup d'État.

## Déroulement du coup d'État
Le 9 septembre, le passage à l'acte est fixé par les chefs de l'armée de terre et de la marine au 11 septembre 1973.
En septembre 1973, comme chaque année, l'US Navy et la marine chilienne organisent des manœuvres communes. Les troupes d'infanterie de marine passent ainsi la journée du 10 septembre 1973 avec quatre navires de la Navy au large de Valparaíso ce qui leur fournit un alibi afin de ne pas attirer l'attention sur les préparatifs du putsch.
De retour à Valparaíso, les troupes d’infanterie de marine coupent les communications. L'amiral loyaliste Montero (es), commandant en chef de l'armée, est placé en état d'arrestation. À 3 heures du matin, le 11 septembre, Valparaíso est aux mains des putschistes sans coup férir.
À 6 h du matin, l'opération militaire s'étend à tout le pays et se réalise sans résistance, à l'exception de Santiago.
Le 11 septembre 1973, le président doit annoncer en public un référendum sur l’économie et les prochaines élections du Chili. Cependant, son annonce n'aura jamais lieu : à 9 heures du matin, le palais de la Moneda, siège de la présidence chilienne, est assiégé par des unités de l'armée de terre sous le commandement du général Pinochet. Salvador Allende est retranché, depuis 7 heures du matin, dans le palais présidentiel, avec 42 de ses gardes fortement armés. Le vice-amiral Patricio Carjaval lui propose alors par téléphone un sauf-conduit pour quitter le Chili sain et sauf avec sa famille. Mais il refuse, déclarant que « le président de la République élu par le peuple ne se rend pas ». Il pourrait s'agir d’un piège, les putschistes auraient prévu de saboter l'avion. Allende fait néanmoins évacuer sa famille et le personnel. Plus tard, à la radio, un fusil à la main, il donne un discours dans lequel il affirme que : « Face à cette situation, je n'ai qu'une seule chose à dire aux travailleurs : je ne démissionnerai pas ! » À la suite de ce message radiophonique, il coupe toutes les liaisons avec l'extérieur.
Peu avant midi, deux avions de chasse Hawker Hunter bombardent la Moneda à la roquette. Les chars suivent peu après. À 14 heures, le palais est envahi mais Salvador Allende est déjà mort. Il s’est suicidé à l'aide d'une arme automatique, un AK-47 qui lui avait été offert par Fidel Castro.

## La junte et son installation
Dans un premier temps, plusieurs personnalités politiques accueillent favorablement le coup d’État, surestimant le légalisme de l'armée : Frei et Aylwin en particulier se réjouissent auprès des ambassadeurs étrangers. Le second annonce le soutien des Chrétiens démocrates le 10[réf. souhaitée] mais il est contredit par son parti. D'autres personnalités expriment un certain soulagement mais cette attitude disparait quand on apprend la répression en cours,.
La junte militaire est dirigée lors du coup par un conseil de quatre officiers :
- Augusto Pinochet pour l'armée de terre (30 000 hommes) ;
- Gustavo Leigh Guzmán pour l'armée de l'air (9 000 hommes) ;
- José Toribio Merino Castro pour la marine (15 000 hommes) ;
- César Mendoza Durán pour la police nationale appelée carabineros (30 000 hommes).

Dès la prise du pouvoir, Pinochet fait en sorte d'être seul à la tête du conseil et s'attache aussitôt à consolider son pouvoir.

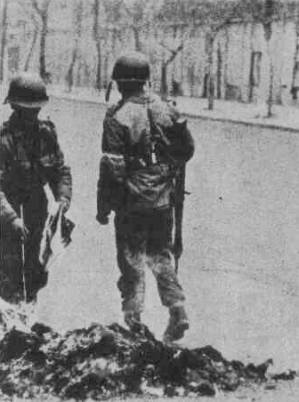
Destruction de la littérature de gauche par les soldats de l'armée chilienne.

Le 13 septembre, la junte dissout le Congrès, suspend la Constitution et interdit les partis politiques, y compris ceux qui ont acclamé le coup d'État deux jours plus tôt. Les libertés publiques sont suspendues, l’état d'urgence proclamé et le couvre-feu instauré. La liberté de la presse est abolie. La répression est particulièrement violente : « Pendant des jours, on voyait des cadavres joncher les bords des routes ou flotter sur le fleuve Mapocho qui traverse Santiago. ». Pour la junte, il s'agit d'une « guerre intérieure ».
La répression vise en particulier les communistes, socialistes et militants du MIR. Près de 1 800 personnes sont assassinées en quelques semaines, et des milliers d'autres arrêtées. La plupart des femmes arrêtées sont victimes de sévices sexuels. Elles subissent des impulsions de courant électrique sur les parties génitales, des viols par des chiens dressés pour cela, ou encore l’introduction de souris dans le vagin. Certaines auraient été contraintes d’avoir des relations sexuelles avec des membres de leur famille.
Étant donné la quantité considérable de Chiliens de gauche mis en état d'arrestation, les prisons furent bien vite surpeuplées. C’est pourquoi divers lieux furent reconvertis en prison dont, entre autres, le bateau Lebu qui n’avait plus de machines ainsi que l’Esméralda. Le stade national et le stade Chili sont temporairement transformés en d'immenses prisons, où les prisonniers sont torturés et parfois exécutés sommairement. Au total, sous le régime de la junte militaire, on estime à 3 000 le nombre de disparus. Une note interne de la junte militaire établit à 320 le nombre des exécutions ayant eu lieu dans la période du 11 au 30 septembre. Le département américain lui-même intervient pour demander que les exactions cessent[réf. nécessaire] mais celles-ci se poursuivent durant la fin de l'année 1973, puis pendant toute la durée de la dictature.
En faisant du général Pinochet le chef suprême de la nation en 1974, la junte n'envisage pas de rendre à brève échéance le pouvoir aux civils, et ne souhaite pas rétablir la constitution de 1925. Le Congrès dissout, les syndicats interdits, la presse censurée, l'armée concentre dorénavant tous les pouvoirs. Gouvernant par décrets, le régime se constitutionnalise en 1980 et reste autoritaire avec un président qui nomme les ministres, contrôle l'appareil judiciaire et commande les armées.
Plusieurs des ministres d'Allende ainsi que le leader communiste Luis Corvalán sont emprisonnés sur l'île Dawson dans le détroit de Magellan. Le KGB tenta de faire de ce dernier une figure symbolique et a prévu un plan d'évasion impliquant une opération secrète avec sous-marin et hélicoptères. Le plan sera rejeté et Corvalan échangé plus tard contre le dissident soviétique Vladimir Boukovski. En septembre 1974, Carlos Prats, l'ancien commandant en chef de l’armée chilienne, est assassiné à Buenos Aires par des agents d'Augusto Pinochet.
Pour justifier le coup d'État, quelques jours après son exécution, le nouveau pouvoir prétend avoir découvert l'existence d'un plan du gouvernement Allende (le « plan Z ») d'« auto-coup-d'État ». Ce plan, prévu d'après la junte militaire pour le 19 septembre, aurait consisté en des assassinats de dirigeants de l'armée et de l'opposition ainsi que de journalistes, suivis de la proclamation de la « République populaire démocratique du Chili ». La presse chilienne a soutenu la prétendue existence de ce plan jusqu'à la fin de la dictature.

## Après le coup d'État

### Dictature d'Augusto Pinochet
En 1974, Augusto est désigné Chef suprême de la nation puis président de la république par la junte militaire. L'inflation grimpe de 370 % et le taux de chômage atteint 10 % de la population active (300 000 Chiliens). Pour relancer l'économie, le général Pinochet fait appel aux grémialistes et aux Chicago Boys chargés de planifier la politique économique en instaurant une politique économique néo-libérale. La période présente pour les grémialistes l'opportunité historique de mettre en œuvre des idées qui n'étaient jusque-là que de la théorie universitaire ou de la rhétorique politique. Il s'agit là d'une occasion d'ascension politique majeure pour la génération grémialiste. D'ailleurs, ils ont souhaité et approuvé le coup d'État, qui est pour eux une victoire sur le « marxisme-léninisme », et sont loyaux envers les militaires, en dépit des « actes de violence et des violations des droits des individus » que le grémialiste Jaime Guzman relativise par le coût « objectif » de toute « guerre civile ».
Les grémialistes fournissent alors une bonne part des nouveaux cadres administratifs au gouvernement et à l'administration (secrétariat général du gouvernement, la Oficina de Planificación Nacional où se préparent les réformes économiques au côté des Chicago boys et le secrétariat à la planification et à la coordination, chargé des grands travaux). Ils fournissent également une grande partie du personnel municipal des gouvernements locaux ainsi que celui du corps universitaire. Ils peuvent compter sur de nombreux membres ou sympathisants dans les médias et dans le patronat.
L'ancien personnel politique conservateur se recycle également. Ainsi, Jorge Alessandri et Gabriel González Videla, anciens présidents chiliens mais aussi le dernier président de la Cour Suprême rejoignent le conseil d'État créé par le décret-loi no 1.319 du 9 janvier 1976, chargé de conseiller le président et qui étudiera le projet constitutionnel de 1980.
Le texte que les néo-libéraux de l'école de Chicago utilisent pour convaincre les militaires de les employer est El Ladrillo qui propose « un modèle de développement basé sur une économie décentralisée, où les unités productrices sont indépendantes et compétitives pour profiter au maximum des possibilités qu’offre le marché ». Charité et privatisation sont des critères qui doivent guider l'action de l'État dans les services sociaux et dans le traitement du système des retraites et du chômage. L'État central assure la sécurité interne et externe ; il a un rôle à la fois répressif et subsidiaire par rapport au secteur privé. Dans le domaine de l'éducation, la bible des Chicago Boys considère que des niveaux minimum d'éducation doivent être garantis par l'État, nécessaire à la formation de base du citoyen, et qu'ils doivent être gratuits ce qui n'est pas le cas pour les niveaux supérieurs d'éducation, lesquels constituent pour eux un investissement des particuliers.
Les Chicago Boys privatisent toutes les institutions. Le taux d'inflation et les importations diminuent. Mais la solution ne dure pas : en 1980, le PIB chute de 14 % et le taux de chômage monte à 35 %. En 1982, l'endettement du pays était six fois supérieur à celui de 1972, le tiers de la population active était au chômage et le revenu national était plus bas que celui de 1966.
Lors d'un référendum en 1980, une nouvelle constitution est adoptée, conférant au général Pinochet la présidence de la république pour un mandat de huit ans.
Le  référendum du 5 octobre 1988, organisé dans le cadre de l'application des dispositions transitoires (articles 27 à 29) de la constitution chilienne de 1980 visant à proroger de huit ans le mandat du général Augusto Pinochet, débouche sur la victoire des partisans de son départ (55,99 % des voix contre 44,01 % de soutien au général Pinochet). La victoire du « No » débouche sur une transition démocratique avec l'élection d'un Congrès et d'un nouveau président de la république qui entre en fonction le 11 mars 1990. Le général Pinochet reste commandant en chef de l'armée chilienne jusqu'à sa retraite en 1998. Il est par la suite inculpé pour les exactions commises par les forces armées et les disparitions d'opposants entre 1973 et 1989 mais meurt en 2006 sans être passé en jugement.

### Rapports sur le régime Pinochet
Selon le rapport Rettig de 1991, 2 279 personnes auraient été tuées par des agents de la dictature, 641 seraient mortes « dans des conditions non élucidées » et il y aurait eu 957 « détenus disparus ». Cette estimation aurait été portée à 3 197.
Près de 150 000 personnes ont été emprisonnées pour des motifs politiques, et dix-neuf l'étaient encore à la fin de 1993. Selon un rapport remis au président Ricardo Lagos dans les années 2000, près de 27 255 personnes ont été torturées.
Il y a eu des centaines de milliers d’exilés politiques.
L'ambassade de France à Santiago, ainsi que la résidence personnelle de l'ambassadeur bénéficiant elle aussi de l'extra-territorialité, accueilleront dès le 13 septembre des réfugiés voulant échapper aux arrestations et exécutions. ils seront jusqu'à 600 personnes (dont des enfants), répartis sur les deux sites, et les derniers ne quitteront le Chili pour la France qu'en juillet 1974.
Cités par une dépêche de l'AFP le 11 décembre 2006, voici le profil des victimes dressé par les rapports de deux commissions officielles, celle de la Vérité et Réconciliation (1991) et celle sur la prison politique et la torture (2004), également connus sous le nom des présidents des commissions, respectivement Raul Rettig et Sergio Valech :
- total des morts et disparus de la dictature militaire : 2 279 ;
- 94,5 % étaient des hommes (2 153) (rapport Rettig) ;
- 97,76 % étaient Chiliens (2 228) (rapport Rettig) ;
- 17,8 % (405) appartenaient au Parti socialiste, 16,9 % (384) au Mouvement de la gauche révolutionnaire (MIR, extrême gauche) et 15,5 % (353) au Parti communiste. Quelque 46 % d'entre eux n'avaient pas de passé militant connu (rapport Valech) ;
- sur 33 221 personnes arrêtées entre 1973 et 1990, 27 255 ont été reconnues comme victimes de détention arbitraire et de torture par la Commission sur la prison politique et la torture (rapport Valech) ;
- 68,7 % d'entre elles (22 824) ont été arrêtées en 1973 ;
- 87,5 % (23 856) étaient des hommes ;
- 44,2 % (12 060) avaient entre 21 et 30 ans et 25,4 % (6 913) entre 31 et 40 ans.

### Le Chili aujourd'hui
Depuis 1990, le Chili est redevenu une démocratie. Mais les Chiliens restent divisés dans leur perception du coup d'État et du général Pinochet.
Cependant, des personnes accusées de crimes restent libres et des corps de disparus enlevés par les « caravanes de la Mort » n'ont pas encore été retrouvés. Ainsi, des femmes de disparus se sont regroupées, demandent justice et réclament du gouvernement des enquêtes approfondies.
Inculpé de « génocide, terrorisme et tortures », Augusto Pinochet est mort en décembre 2006 à l'âge de 91 ans, sans jamais avoir été jugé, et reste l'une des personnalités les plus controversées du Chili. Si la politique économique qu'il a engagée serait, selon un sondage, saluée par la majorité de la population chilienne, les violations des droits de l'homme pendant les 17 années de son règne, et le fait qu'il a renversé par la violence un gouvernement légal et légitime, ont fait de lui un symbole des dictatures militaires d'Amérique du Sud. En 1983, à l'occasion de premières grandes manifestations contre le régime, Claude Cheysson, ministre socialiste français des affaires étrangères, estime que le général Pinochet est une « malédiction pour le peuple chilien ».

## Dans les arts et la culture populaire

### Peinture
Le peintre péruvien Herman Braun-Vega évoque cet évènement dans plusieurs tableaux de sa série sur L'enlèvement des Sabines de Nicolas Poussin. Dans cette série où il fait dialoguer l'œuvre de Poussin avec des éléments contemporains sur le thème de l’agression, on trouve notamment des coupures de presse sur des événements survenus au moment ou il peignait, comme le coup d'État chilien, et des portraits des principaux protagonistes de ce coup d'État. Dans le tableau Enlèvement à la chilienne III, par exemple, on voit, en bas du tableau, une colombe tuée par une flèche jaillissant d’une photographie de Pinochet. 

### Filmographie

#### Cinéma
- 1975 : Il pleut sur Santiago réalisé par Helvio Soto.
- 1977 : Nuit au Chili (ru) réalisé par Sebastián Alarcón (es) et Aleksandr Borissovitch Kossarev (ru) sort le 17 mai[68]
- 1982 : Missing réalisé par Costa Gavras sort le 12 février aux USA en sortie limitée.

#### Télévision

##### Documentaires
- 1973 : Septembre chilien de Bruno Muel et Théo Robichet
- 1975-1979 : La Bataille du Chili de Patricio Guzmán
- 2004 : Salvador Allende de Patricio Guzmán
- 2007 : 
  - Héros fragiles d'Emilio Pacull (beau-fils de Augusto Olivares, directeur de la télévision nationale lors du coup d'État de 1973)
  - 2007 : Coup d'État à Santiago - Les derniers jours de Salvador Allende de Michael Trabitzsch
- 2018 : Santiago, Italia de Nanni Moretti
- 2020 : Quand l'Histoire fait dates épisode 11 septembre 1973 - L'Autre 11 septembre